# Bonifácio: O Fundador do Brasil
Bonifácio: O Fundador do Brasil é um documentário brasileiro sobre a vida, obra e pensamentos do Patriarca da Independência do Brasil, José Bonifácio de Andrada e Silva. É uma produção da IVIN Films.
Tem direção de Mauro Ventura e participação de personalidades brasileiras, como Bertrand de Orléans e Bragança e Olavo de Carvalho. Foi o maior financiamento coletivo da história do cinema brasileiro.
Estreou dia 6 de junho de 2018 em cinemas de São Paulo, Rio de Janeiro e Porto Alegre.